# خطة حملة
خطة الحملة هي خطة لتحقيق هدف، عادة ما يكون واسع النطاق ولفترة طويلة من الزمن. وعادة ما تعمل هذه الخطة على تنسيق العديد من الأنشطة واستخدامات الموارد داخل منظمات عدة. قد تحتوي خطة الحملة أيضًا على أهداف فرعية أو أهداف متوسطة وتنقسم في الغالب إلى مراحل. وتبدأ في كثير من الأحيان عن طريق وضع تقييم للموقف الحالي وبناء عليه يتم وضع الخطة. غالبًا ما تُوضع خطط الحملة في التسويق التجاري والحملات الانتخابية والحملات العسكرية.

## أمثلة
تعد نوبل ريزولف (Noble Resolve) مثالاً على خطة الحملة العسكرية.

## تعريفات رسمية
تُعرف القوات العسكرية للولايات المتحدة خطة الحملة على أنها:
” خطة تشغيل مشتركة لمجموعة من العمليات الرئيسية ذات الصلة الرامية إلى تحقيق أهداف إستراتيجية أو تشغيلية في فترة زمنية محددة ومكان محدد".